# Galina Kuklewa
Galina Aleksiejewna Kuklewa (ros. Галина Алексеевна Куклева; ur. 21 listopada 1972 w Iszymbaju) – rosyjska biathlonistka, trzykrotna medalistka olimpijska i wielokrotna medalistka mistrzostw świata.

## Kariera
W Pucharze Świata zadebiutowała 9 grudnia 1993 roku w Bad Gastein, zajmując 39. miejsce w biegu indywidualnym. Pierwsze punkty (w sezonach 1984/1985-1999/2000 punktowało 25. najlepszych zawodniczek) wywalczyła dwa dni później w sprincie, który ukończyła na ósmej pozycji. Pierwszy raz na podium zawodów pucharowych stanęła 11 marca 1995 roku w Lahti, gdzie była druga w sprincie. W zawodach tych rozdzieliła na podium Swietłanę Paramyginą z Białorusi i Francuzkę Emmanuelle Claret. W kolejnych startach jeszcze 19 razy stawała na podium, odnosząc przy tym dziewięć zwycięstw: 18 marca 1995 roku w Lillehammer, 6 grudnia 1997 roku w tej samej miejscowości, 15 lutego 1998 roku w Nagano, 12 lutego 2000 roku w Östersund, 19 grudnia 2002 roku w Osrblie i 17 stycznia 2003 roku w Oberhofie wygrywała sprinty, 7 grudnia 1997 roku w Lillehammer wygrała bieg pościgowy, 3 grudnia 1999 roku w Hochfilzen triumfowała w biegu indywidualnym, a 12 stycznia 2000 roku w Ruhpolding zwyciężyła w biegu masowym. Najlepsze wyniki osiągnęła w sezonie 1999/2000, kiedy zajęła czwarte miejsce w klasyfikacji generalnej, a w klasyfikacji biegu masowego była najlepsza.
Pierwsze medale w karierze zdobyła podczas rozgrywanych w 1996 roku mistrzostw Europy w Ridnaun, gdzie zwyciężyła w sztafecie, a w sprincie była trzecia. Na rozgrywanych rok później mistrzostwach świata w Osrblie wraz z koleżankami z reprezentacji zdobyła brązowy medal w sztafecie. W tej samej konkurencji zdobyła później jeszcze cztery medale: złote na MŚ w Oslo (2000), MŚ w Pokljuce (2001) i MŚ w Chanty-Mansyjsku (2003) oraz srebrny podczas MŚ w Kontiolahti (1999). Swój jedyny medal indywidualny w zawodach tego cyklu wywalczyła w 2000 roku, zdobywając srebrny medal w biegu masowym. Uplasowała się tam między Norweżką Liv Grete Skjelbreid a Corinne Niogret z Francji. Była też między innymi czwarta w sprincie na mistrzostwach świata w Ruhpolding w 1996 roku, przegrywając walkę o podium z Magdaleną Forsberg ze Szwecji o 0,6 sekundy.
W 1998 roku wystartowała na igrzyskach olimpijskich w Nagano, gdzie wywalczyła dwa medale. Najpierw zwyciężyła w sprincie, wyprzedzając dwie Niemki: Uschi Disl i Katrin Apel. Następnie razem z Olgą Mielnik, Albiną Achatową i Olgą Romaśko zajęła drugie miejsce w sztafecie. Brała też udział w igrzyskach w Salt Lake City w 2002 roku, wspólnie z Achatową, Olgą Pylową i Swietłaną Iszmuratową była trzecia w sztafecie. Zajęła tam też szóste miejsce w sprincie i piąte w biegu pościgowym.
Odznaczona Orderem Honoru i Medalem Orderu „Za zasługi dla Ojczyzny”.

## Osiągnięcia

### Igrzyska olimpijskie
| Rok  | Miejscowość    | Konkurencje | Konkurencje | Konkurencje | Konkurencje | Konkurencje | Konkurencje | Konkurencje |
| Rok  | Miejscowość    | IN          | SP          | PU          | MS          | RL          | MR          | SR          |
| ---- | -------------- | ----------- | ----------- | ----------- | ----------- | ----------- | ----------- | ----------- |
| 1998 | Nagano         | 31.         | 1.          | nd.         | nd.         | 2.          | nd.         | –           |
| 2002 | Salt Lake City | –           | 6.          | 5.          | nd.         | 3.          | nd.         | –           |

### Mistrzostwa świata
| Rok  | Miejscowość     | Konkurencje | Konkurencje | Konkurencje | Konkurencje | Konkurencje | Konkurencje | Konkurencje |
| Rok  | Miejscowość     | IN          | SP          | PU          | MS          | RL          | MR          | SR          |
| ---- | --------------- | ----------- | ----------- | ----------- | ----------- | ----------- | ----------- | ----------- |
| 1995 | Anterselva      | –           | 34.         | nd.         | nd.         | –           | nd.         | –           |
| 1996 | Ruhpolding      | –           | 4.          | nd.         | nd.         | 5.          | nd.         | –           |
| 1997 | Osrblie         | 29.         | 24.         | 14.         | nd.         | –           | nd.         | –           |
| 1999 | Kontiolahti     | 17.         | 32.         | 16.         | 8.          | 2.          | nd.         | –           |
| 2000 | Oslo            | –           | 17.         | 9.          | 2.          | 1.          | nd.         | –           |
| 2001 | Pokljuka        | –           | 8.          | 15.         | 25.         | 1.          | nd.         | –           |
| 2003 | Chanty-Mansyjsk | –           | 21.         | 12.         | 13.         | 1.          | nd.         | –           |

### Puchar Świata

#### Miejsca w klasyfikacji generalnej
| Sezon     | Miejsce |
| --------- | ------- |
| 1993/1994 | 46.     |
| 1994/1995 | 18.     |
| 1995/1996 | 22.     |
| 1996/1997 | 16.     |
| 1997/1998 | 5.      |
| 1998/1999 | 20.     |
| 1999/2000 | 4.      |
| 2000/2001 | 17.     |
| 2001/2002 | 14.     |
| 2002/2003 | 23.     |

#### Miejsca na podium chronologicznie
| Lp. | Dzień       | Rok  | Miejscowość | Konkurencja                | Lokata | Pudła   | Czas biegu | Strata  | Zwycięzca                  |
| --- | ----------- | ---- | ----------- | -------------------------- | ------ | ------- | ---------- | ------- | -------------------------- |
| 1.  | 11 marca    | 1995 | Lahti       | Sprint na 7,5 km           | 2.     | 0+1     | 30:37,2    | +42,7   | Swietłana Paramygina       |
| 2.  | 16 marca    | 1995 | Lillehammer | Bieg indywidualny na 15 km | 3.     | 1+0+1+2 | 52:42,1    | +2:18,1 | Swietłana Paramygina       |
| 3.  | 18 marca    | 1995 | Lillehammer | Sprint na 7,5 km           | 1.     | 3+0     | 25:14,8    | –       | –                          |
| 4.  | 1 grudnia   | 1996 | Lillehammer | Bieg pościgowy na 10 km    | 2.     | 1+1+0+2 | 34:38,8    | +15,0   | Simone Greiner-Petter-Memm |
| 5.  | 12 grudnia  | 1996 | Oslo        | Sprint na 7,5 km           | 3.     | 1+2     | 22:49,1    | +2:35,9 | Uschi Disl                 |
| 6.  | 14 grudnia  | 1996 | Oslo        | Bieg pościgowy na 10 km    | 2.     | 0+1+0+2 | 54:46,5    | +34,1   | Uschi Disl                 |
| 7.  | 6 grudnia   | 1997 | Lillehammer | Sprint na 7,5 km           | 1.     | 2+0     | 24:28,5    | –       | –                          |
| 8.  | 7 grudnia   | 1997 | Lillehammer | Bieg pościgowy na 10 km    | 1.     | 2+2+1+1 | 34:32,8    | –       | –                          |
| 9.  | 13 grudnia  | 1997 | Östersund   | Sprint na 7,5 km           | 3.     | ?       | ?          | ?       | Magdalena Forsberg         |
| 10. | 15 lutego   | 1998 | Nagano      | Sprint na 7,5 km           | 1.     | 1+0     | 23:08,0    | –       | –                          |
| 11. | 11 grudnia  | 1998 | Hochfilzen  | Sprint na 7,5 km           | 3.     | 0+1     | 22:34,7    | +27,9   | Magdalena Forsberg         |
| 12. | 3 grudnia   | 1999 | Hochfilzen  | Bieg indywidualny na 15 km | 1.     | 0+0+0+1 | 43:52,4    | –       | –                          |
| 13. | 12 stycznia | 2000 | Ruhpolding  | Bieg masowy na 12,5 km     | 1.     | 0+0+0+1 | 40:16,8    | –       | –                          |
| 14. | 22 stycznia | 2000 | Anterselva  | Bieg pościgowy na 10 km    | 2.     | 0+0+1+2 | 35:59,8    | +6,7    | Andrea Henkel              |
| 15. | 12 lutego   | 2000 | Östersund   | Sprint na 7,5 km           | 1.     | 1+0     | 21:26,4    | –       | –                          |
| 16. | 26 lutego   | 2000 | Oslo        | Bieg masowy na 12,5 km     | 2.     | 0+0+1+1 | 38:51,7    | +13,4   | Liv Grete Skjelbreid       |
| 17. | 14 stycznia | 2001 | Ruhpolding  | Bieg pościgowy na 10 km    | 3.     | 0+1+0+1 | 31:17,3    | +1:30,6 | Magdalena Forsberg         |
| 18. | 19 grudnia  | 2002 | Osrblie     | Sprint na 7,5 km           | 1.     | 0+1     | 22:57,1    | –       | –                          |
| 19. | 22 grudnia  | 2002 | Osrblie     | Bieg pościgowy na 10 km    | 2.     | 2+1+0+1 | 32:45,6    | +12,6   | Ekaterina Dafowska         |
| 20. | 17 stycznia | 2003 | Oberhof     | Sprint na 7,5 km           | 1.     | 0+0     | 23:57,2    | –       | –                          |